# سمورچه کلرادو

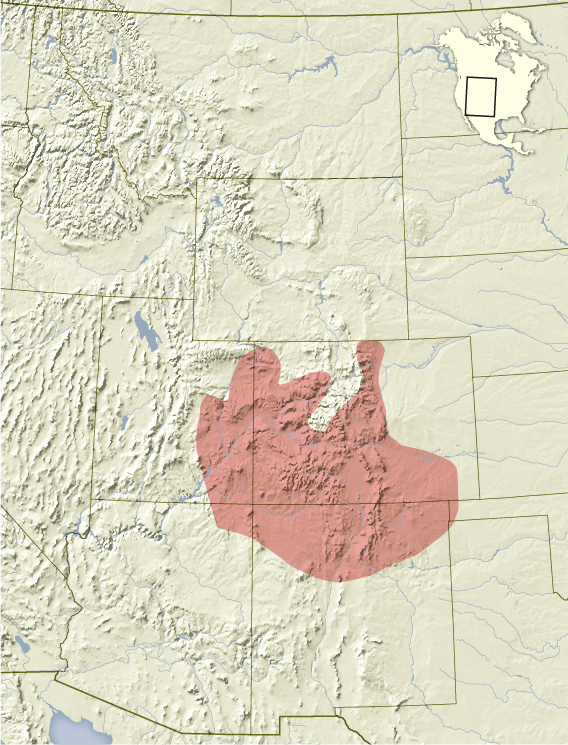

سمورچه کولورادو (نام علمی: Neotamias quadrivittatus) نام یک گونه از سرده سمورچه است.